# Kenau Simonsdochter Hasselaer

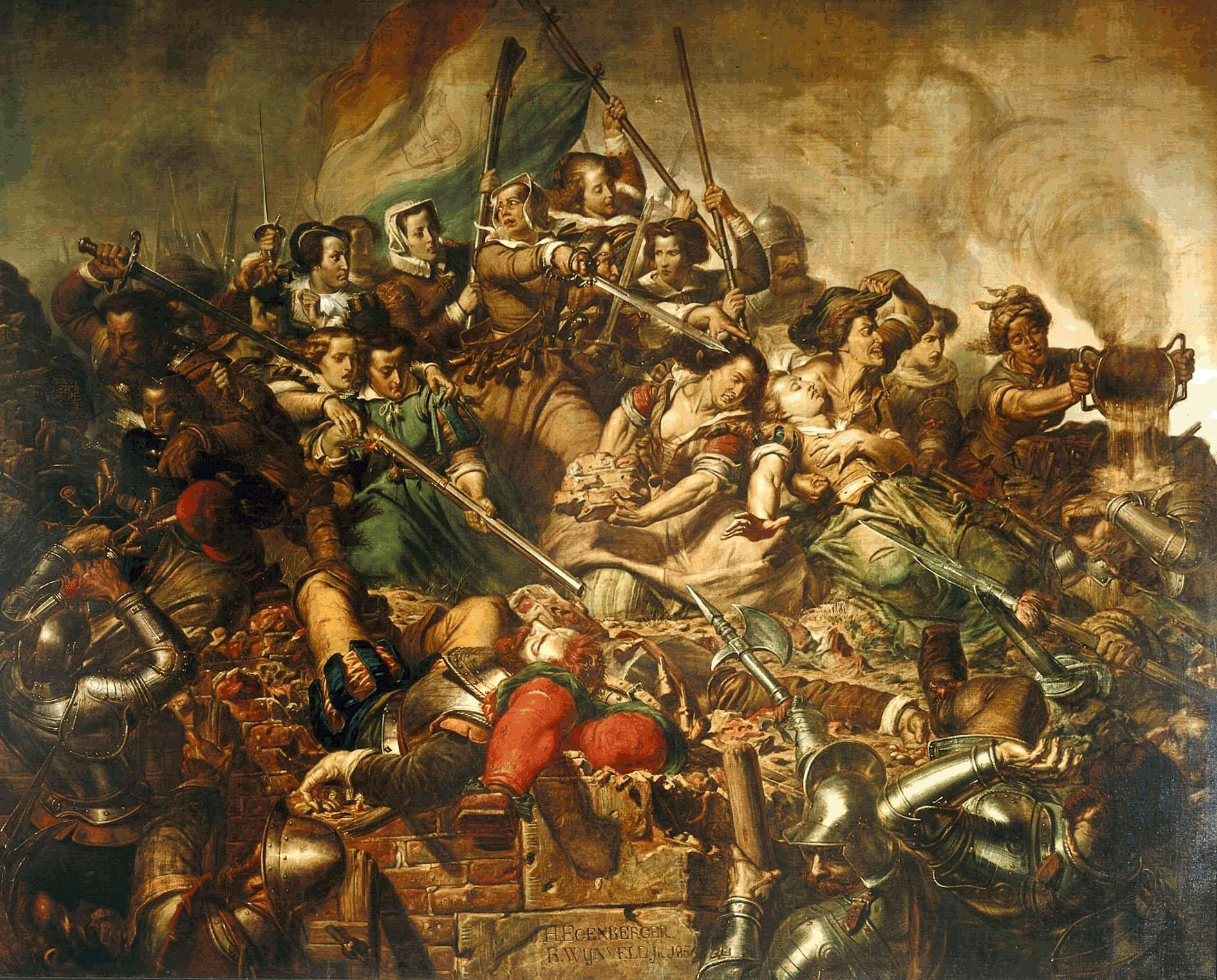
Målning av Kenau Simonsdochter Hasselaer då hon ledde 300 kvinnor i försvar av Haarlem av Barent Wijnveld och J.H. Egenberger, 1854

Kenau Simonsdochter Hasselaer, född 1526, död 1588, var en nederländsk timmerhandlare och frihetshjältinna.  Hon ledde flera kvinnor att delta i försvaret av staden Haarlem när den belägrades av spanjorerna under nederländska frihetskriget 1573. Hon blev en berömd figur i historien och inkluderades tidigt i nederländska uppslagsböcker, så som i Vaderlandsch woordenboek (1785-1799). 